# صالح الضي
صالح الضي فنان غناء سوداني قدم العديد من الأغنيات وقضى حياته متنقلا بين القاهرة والخرطوم.

## الميلاد والنشأة
ولد صالح الضى بمدينة بارا بولاية شمال كردفان بالسودان في عام 1936 من أسرة مرتبطة بفن الموسيقى فقد كان والده الضي آدم رمضان يعمل شرطياً ويعزف آلة البروجي النحاسية وشقيقه الأكبر محمد كان عازفاً لألات موسيقية اشتهر حتى أصبح يعزف الموسيقى برفقة فنانين كبار بالسودان وفي عام 1942  إنتقلت الأسرة بعد تقاعده للإقامة في مدينة الأبيض عاصمة الولاية وهناك برزت موهبة صالح الضي الغنائية من خلال آداء الأناشيد المدرسية وتقليد كبار الفنانين.

## التعليم والحياة المهنية
بالرغم من نجاحه في المدرسة والتحصيل الدراسي إلا أن تعليمه اقتصر على التعليم الابتدائي فقط حيث درس بالمدرسة الشرقية بالابيض وهاجر إلى الخرطوم ليلتحق بشقيقه محمد الذي كان يمتهن العزف على الآلات الموسيقية. وعمل صالح في مهنة النجارة ولكنه لم يبق في الخرطوم كثيراً فقد شد رحاله إلى مدينة بورتسودان في عام 1962. وسرعان ما اشتهر وسط أهلها كمطرب محترف وهناك بدأ في إنتاج أغنياته الخاصة به والتقى بعازف الكمان محمد عبدالله محمديه. فظهرت اغنيات صالح الأولى وكانت من كلماته وألحانه ومن بينها أغنية «ياجميل ياحلو». ظل صالح يمارس مهنة النجارة في ساعات النهار ويغني في الحفلات ليلاً في تلك المدينة التي قضى فيها حوالي عشر سنوات. قبل أن يعود مرة أخرى إلى لخرطوم ويتعرف على صديقه العازف علاء الدين حمزة الذي كان آنذاك رئيساً لفرقة «عازة» الفنية بالاذاعة السودانية، وهو الذي شجع الضي على دخول الإذاعة. ولم يستغرق ذلك طويلاً فقد أجازت لجنة النصوص بالإذاعة صوت صالح الضي ليسجل أغياته التي جاء بها من بورتسودان. أقام صالح افي الفترة من عام 1962 وحتى 1967 بمنزل يجاور منزل الزعيم السوداني الازهرى مع مجموعة من الشبان الذين اصبحوا فيما بعد مطربين كبار في السودان وهم محمد الأمين وخليل إسماعيل وأبوعركي البخيت. 

## أسلوبه الغنائي
كان الضي يؤلف نصوص معظم أغنياته بنفسه ويقوم بوضع الألحان ثم يؤديها بنفسه بصوت صنفه الموسيقيون ضمن أصوات (تينور ثانى عريض) ويؤدي أغنيات خفيفة ومطربة. ورغم سفره الكثير للخارج إلا أنه لم يخرج في موسيقاه عن السلم الخماسي الذي يميز الموسيقى السودانية.

## رحلاته الخارجية
في مايو / أيار 1969 سافر صالح الضي إلى العاصمة المصرية القاهرة للدراسة في المعهد العربي العالي للموسيقى وكانت القاهرة منطلقا لجولات أخرى أخذته إلى عدد من الدول العربية سافر خلالها إلى الجزائر والمغرب ولبنان وقام بتسجيل عدد من أعماله لاذاعات تلك الدول. وفي القاهرة تزوج صالح الضي للمرة الثانية ولكنه انفصل عن زوجته تماما كما حدث لزواجه الأول من الصيدلانية الأريترية ألماظ والتي انجب منها إبنته الوحيدة، عزيزة.
تعاقد الضي أثناء إقامته بالقاهرة مع الفرقة المصرية التي كان يقودها علي كوباني ثم انضم لفرقة ماضي وقدمت فرقة رضا للفنون الشعبية أغنيته «الميعاد» لتؤديها مع رقصة الحمامة السودانية. كما شارك في أوبريت الجلاء مع الفنانين المصريين كما التحق صالح بمعهد الدراسات الحرة لدراسة العلوم الموسيقية وفي تلك الأثناء طلبت منه اذاعة ركن السودان (إذاعة وادي النيل حالياً) أن يقوم بتقديم برنامج «أغاني النيل»، وذاعت شهرته في القاهرة خاصة بعدما قيامه بإحياء حفلات خيرية ومجانية للطلاب السودانيين هناك وغيرهم. وفي منتصف عام 1972 جاء الضي إلى الخرطوم  والتقى بالوسط الفن وقدم له الشاعر أبو آمنة حامد قصائد «نحن ما ناسك» و «ضاحك المقلتين» و «اللقاء المستحيل»(والشاعر محمد علي أبو قطاطي قصيدة «فرحة»، والشاعر إسحاق الحلنقي «عيش معاي الحب»، وهي القصائد التي تغنى بها الضي لاحقاً ولاقت نجاحا. كما أجرى معه تلفزيون السودان لقاء في برنامج حوارات سهرة لمتوكل كمال. عاد الضي إلى القاهرة مرة أخرى ليقيم بحي السيدة زينب، أحد الأحياء الشعبية بالقاهرة.

## إنتاجه الفني
بلغت إغنياته المسجلة أكثر من 23 أغنية منها: شريكة حياتي وعيش معاي الحب،(للشاعر اسحق الحنلقي)، وبتتغير ونحن ما ناسك، واللقاء المستحيل، وضاحك المقل (للشاعر أبو آمنة حامد) وفرحة، وأزهار المحبة (للشاعر محمد علي أبو قطاطي) والشوق والغرور (محجوب شريف) وثورة شعب (تاج السر عباس) ودلال (بابكر عبدالرحمن) وسلوان (خليفة صادق).

## وفاته
توفي صالح الضي في 28 يوليو / تموز عام 1985 بالقاهرة، وورى جثمانه هناك. 

## نماذج من موسيقاه
أضغط للاستماع إلى أغنية عيش معاي الحب

أضغط للاستماع إلى أغنية يا جميل يا حلو

أضغط للاستماع إلى أغنية ياطير يا ما شي لأهلنا من كلمات وألحان صالح الضي